# Copa del Generalísimo de fútbol 1958
La Copa del Generalísimo de Fútbol de 1958 fue la edición número 54 del Campeonato de España. La conquistó el Club Atlético de Bilbao, lo que supuso su vigésimo título copero. Se disputó desde el 18 de mayo de 1958 hasta el 29 de junio del mismo año. Los participantes fueron los dieciséis equipos de Primera División.

## Octavos de final
Se disputó en eliminatoria a doble partido: los encuentros de ida se jugaron el 18 de mayo y los de vuelta el 25 de mayo.
| Equipo local            | Resultado global | Equipo visitante          | Ida | Vuelta | Desempate |
| ----------------------- | ---------------- | ------------------------- | --- | ------ | --------- |
| Club Atlético de Bilbao | 4-0              | R. C. Celta de Vigo       | 3-0 | 1-0    |           |
| C. A. Osasuna           | 0-1              | Real Sociedad de Fútbol   | 0-0 | 0-1    |           |
| Real Gijón              | 0-7              | Valencia C. F.            | 0-0 | 0-7    |           |
| R. C. D. Español        | 3-3              | Real Valladolid Deportivo | 1-1 | 2-2    | 0-1       |
| Real Zaragoza C. D.     | 3-12             | C. F. Barcelona           | 3-4 | 0-8    |           |
| Real Madrid C. F.       | 5-0              | Club Atlético de Madrid   | 4-0 | 1-0    |           |
| Real Jaén C. F.         | 3-0              | Granada C. F.             | 1-0 | 2-0    |           |
| U. D. Las Palmas        | 5-2              | Sevilla C. F.             | 5-0 | 0-2    |           |

## Cuartos de final
Los cuartos de final se disputaron a doble partido: los partidos de ida tuvieron lugar el 1 de junio y los de vuelta el día 8 de junio. 
| Equipo local      | Resultado global | Equipo visitante          | Ida | Vuelta |
| ----------------- | ---------------- | ------------------------- | --- | ------ |
| C. F. Barcelona   | 4-0              | Valencia C. F.            | 3-0 | 1-0    |
| U. D. Las Palmas  | 0-5              | Club Atlético de Bilbao   | 0-4 | 0-1    |
| Real Jaén C. F.   | 2-8              | Real Sociedad de Fútbol   | 2-1 | 0-7    |
| Real Madrid C. F. | 7-1              | Real Valladolid Deportivo | 5-1 | 2-0    |

## Semifinales
Se disputaron los partidos de ida el 15 de junio y los de vuelta el 22 de junio. 
| Equipo local            | Resultado global | Equipo visitante        | Ida | Vuelta |
| ----------------------- | ---------------- | ----------------------- | --- | ------ |
| Club Atlético de Bilbao | 5-4              | C. F. Barcelona         | 2-0 | 3-4    |
| Real Madrid C. F.       | 5-2              | Real Sociedad de Fútbol | 4-1 | 1-1    |

## Final
|            | POR        | Carmelo Cedrún     |  |  |
|            | DEF        | José María Orúe    |  |  |
|            | DEF        | Jesús Garay        |  |  |
|            | DEF        | Canito             |  |  |
|            | MED        | Mauri Ugartemendia |  |  |
|            | MED        | Manuel Etura       |  |  |
|            | DEL        | José Luis Artetxe  |  |  |
|            | DEL        | Koldo Aguirre      |  |  |
|            | DEL        | Eneko Arieta       |  |  |
|            | DEL        | Ignacio Uribe      |  |  |
|            | DEL        | Piru Gaínza        |  |  |
| Entrenador | Entrenador | Baltasar Albéniz   |  |  |

|            | POR        | Juan Alonso        |  |
|            | DEF        | Ángel Atienza      |  |
|            | DEF        | José Santamaría    |  |
|            | DEF        | Rafael Lesmes      |  |
|            | MED        | Juan Santisteban   |  |
|            | MED        | José María Zárraga |  |
|            | DEL        | Joseíto            |  |
|            | DEL        | Enrique Mateos     |  |
|            | DEL        | Alfredo Di Stéfano |  |
|            | DEL        | Héctor Rial        |  |
|            | DEL        | Chus Pereda        |  |
| Entrenador | Entrenador | Luis Carniglia     |  |

|  | 20' | Arieta | 1-0 |
|  | 23' | Mauri  | 2-0 |

| Árbitro: | José Luis González Echevarría |

|            | POR        | Carmelo Cedrún     |  |  |
|            | DEF        | José María Orúe    |  |  |
|            | DEF        | Jesús Garay        |  |  |
|            | DEF        | Canito             |  |  |
|            | MED        | Mauri Ugartemendia |  |  |
|            | MED        | Manuel Etura       |  |  |
|            | DEL        | José Luis Artetxe  |  |  |
|            | DEL        | Koldo Aguirre      |  |  |
|            | DEL        | Eneko Arieta       |  |  |
|            | DEL        | Ignacio Uribe      |  |  |
|            | DEL        | Piru Gaínza        |  |  |
| Entrenador | Entrenador | Baltasar Albéniz   |  |  |

|            | POR        | Juan Alonso        |  |
|            | DEF        | Ángel Atienza      |  |
|            | DEF        | José Santamaría    |  |
|            | DEF        | Rafael Lesmes      |  |
|            | MED        | Juan Santisteban   |  |
|            | MED        | José María Zárraga |  |
|            | DEL        | Joseíto            |  |
|            | DEL        | Enrique Mateos     |  |
|            | DEL        | Alfredo Di Stéfano |  |
|            | DEL        | Héctor Rial        |  |
|            | DEL        | Chus Pereda        |  |
| Entrenador | Entrenador | Luis Carniglia     |  |

|  | 20' | Arieta | 1-0 |
|  | 23' | Mauri  | 2-0 |

| Árbitro: | José Luis González Echevarría |

|                                 |
| Campeón CLUB ATLÉTICO DE BILBAO |
| 20.º título                     |